# 대한민국의 법제처 차장
법제처 차장(法制處 次長)은 대한민국 법제처 처장을 보좌하는 직위로, 고위공무원단 가등급에 속하는 일반직공무원으로 보한다.

## 임명
- 법제처 차장은 대통령이 임명한다.

## 역할
- 법제처 차장은 처장을 보좌하여 소관사무를 처리하고 소속공무원을 지휘·감독하며, 처장이 사고로 직무를 수행할 수 없으면 그 직무를 대행한다.

## 역대 차장

### 법제처 차장(1948~1955)
- 이천상(李天祥), 1948년 8월 20일 ~ 1948년 11월 13일
- 이천상(李天祥), 1948년 11월 13일 ~ 1949년 9월 29일, 유임
- 이원상(李元祥), 1949년 9월 29일 ~ 1950년 6월 25일
- 황OO, 1950년 6월 25일 ~ 1953년 2월 15일
- 강명옥(康明玉). 1953년 2월 15일 ~ 1955년 2월 17일

### 법제처 차장(1961~)
| 정부             | 대수 | 이름           | 임기                             | 비고            |
| ---------------- | ---- | -------------- | -------------------------------- | --------------- |
| 제2공화국        | 초대 | 김홍식(金弘植) | 1961년 12월 15일~1963년 1월 9일  |                 |
| 제3공화국        | 2대  | 유민상(劉敏相) | 1963년 1월 9일~1969년 10월 21일  |                 |
| 제3공화국        | 3대  | 양용식(梁用植) | 1969년 11월 1일~1981년 3월 12일  |                 |
| 제4공화국        | 3대  | 양용식(梁用植) | 1969년 11월 1일~1981년 3월 12일  |                 |
| 제5공화국        | 4대  | 박윤흔(朴鈗炘) | 1981년 4월 1일~1988년 3월 4일    |                 |
| 노태우 정부      | 5대  | 장명근(張明根) | 1988년 3월 5일~1993년 3월 3일    |                 |
| 김영삼 정부      | 6대  | 김세신(金世新) | 1993년 3월 4일~1993년 12월 27일  |                 |
| 김영삼 정부      | 7대  | 박송규(朴松圭) | 1993년 12월 27일~1996년 8월 13일 |                 |
| 김영삼 정부      | 8대  | 김홍대(金弘大) | 1996년 8월 13일~1998년 3월 9일   |                 |
| 김대중 정부      | 9대  | 정수부(鄭壽夫) | 1998년 3월 17일~2001년 4월 2일   |                 |
| 김대중 정부      | 10대 | 김용진(金鎔珍) | 2001년 4월 17일~2002년 7월 2일   |                 |
| 김대중 정부      | 11대 | 성광원(成光元) | 2002년 7월 2일~2003년 3월 3일    |                 |
| 노무현 정부      | 12대 | 박세진(朴世鎭) | 2003년 4월 1일~2005년 7월 20일   | 차관급으로 승격 |
| 노무현 정부      | 13대 | 남기명(南基明) | 2005년 7월 27일~2007년 4월 20일  |                 |
| 노무현 정부      | 14대 | 김기표(金基杓) | 2007년 4월 23일~2008년 3월 26일  |                 |
| 이명박 정부      | 15대 | 윤장근(尹長根) | 2008년 3월 27일~2010년 9월 15일  | 1급으로 격하    |
| 이명박 정부      | 16대 | 임병수(林炳洙) | 2010년 9월 15일~2011년 8월 8일   |                 |
| 이명박 정부      | 17대 | 제정부(諸廷富) | 2011년 8월 16일~2013년 3월 14일  |                 |
| 박근혜 정부      | 18대 | 황상철(黃相哲) | 2013년 4월 19일~2017년 7월 30일  |                 |
| 황교안 대행 체제 | 18대 | 황상철(黃相哲) | 2013년 4월 19일~2017년 7월 30일  |                 |
| 문재인 정부      | 19대 | 김계홍(金季弘) | 2017년 7월 31일~2019년 6월 29일  |                 |
| 문재인 정부      | 20대 | 이강섭(李康燮) | 2019년 6월 30일~2020년 8월 14일  |                 |
| 문재인 정부      | 21대 | 한영수         | 2020년 9월 14일~2022년 7월 24일  |                 |
| 윤석열 정부      | 22대 | 김창범(金昌範) | 2022년 7월 25일~                 |                 |

## 같이 보기
- 법제처
- 법제처장